# Chahir Belghazouani
Chahir Belghazouani (ur. 6 października 1986 w Porto-Vecchio) – francuski piłkarz, grający na pozycji ofensywnego pomocnika.

## Kariera piłkarska

### Kariera klubowa
Karierę piłkarską rozpoczął w Grenoble Foot 38. 31 sierpnia 2007 został kupiony do Dynama Kijów za kwotę od 500 tys. do 800 tys. euro. Interesował się nim też Tottenham Hotspur F.C. Jednak nie potrafił zagrać w podstawowym składzie Dynama, a został wypożyczony do końca roku do RC Strasbourg. W wyniku skandalu został wyrzucony z drużyny. Na początku 2009 wypożyczony do Neuchâtel Xamax. W lipcu 2009 wypożyczony do Tours FC. W styczniu 2012 podpisał kontrakt z SV Zulte Waregem. W kolejnych latach występował w zespołach AC Ajaccio, Royal White Star Bruxelles, Stade Brestois 29, APO Lewadiakos oraz Blue Boys Muhlenbach.
| Sezon   | Klub                       | Kraj       | Rozgrywki          | Mecze | Bramki |
| ------- | -------------------------- | ---------- | ------------------ | ----- | ------ |
| 2004/05 | Grenoble Foot 38           | Francja    | Ligue 2            | 3     | 0      |
| 2005/06 | Grenoble Foot 38           | Francja    | Ligue 2            | 28    | 1      |
| 2006/07 | Grenoble Foot 38           | Francja    | Ligue 2            | 13    | 0      |
| 2007/08 | Grenoble Foot 38           | Francja    | Ligue 2            | 5     | 0      |
| 2007/08 | Dynamo Kijów               | Ukraina    | Premier-liha       | 0     | 0      |
| 2008/09 | RC Strasbourg (wyp.)       | Francja    | Ligue 2            | 10    | 1      |
| 2008/09 | Neuchâtel Xamax (wyp.)     | Szwajcaria | Swiss Super League | 6     | 1      |
| 2009/10 | Tours FC                   | Francja    | Ligue 2            | 28    | 3      |
| 2010/11 | Dynamo Kijów               | Ukraina    | Premier-liha       | 0     | 0      |
| 2011/12 | Dynamo Kijów               | Ukraina    | Premier-liha       | 0     | 0      |
| 2011/12 | SV Zulte Waregem           | Belgia     | Jupiler League     | 3     | 0      |
| 2012/13 | AC Ajaccio                 | Francja    | Ligue 1            | 29    | 6      |
| 2013/14 | AC Ajaccio                 | Francja    | Ligue 1            | 8     | 0      |
| 2013/14 | Royal White Star Bruxelles | Belgia     | Tweede klasse      | 3     | 0      |
| 2014/15 | Stade Brestois 29          | Francja    | Ligue 2            | 25    | 2      |
| 2015/16 | APO Lewadiakos             | Grecja     | Superleague Ellada | 5     | 0      |
| 2016/17 | APO Lewadiakos             | Grecja     | Superleague Ellada | 5     | 0      |
| 2017/18 | APO Lewadiakos             | Grecja     | Superleague Ellada | 15    | 0      |
| 2018/19 | Blue Boys Muhlenbach       | Luksemburg | Éierepromotioun    | 8     | 3      |
| 2019/20 | Blue Boys Muhlenbach       | Luksemburg | Nationaldivisioun  | 4     | 1      |

### Kariera reprezentacyjna
W 2004 zadebiutował w reprezentacji Maroka U-17, a potem latach 2005–2006 występował w młodzieżowej reprezentacji Francji U-20, a w 2007–2008 w U-21.